# ジャック＝ピエール・アメット
ジャック＝ピエール・アメット（Jacques-Pierre Amette, 1943年5月18日 – ）は、フランス人小説家である。
1943年、フランスカルヴァドス県で生まれた。
2003年、ゴンクール賞を受賞した。

## 受賞歴
- ゴンクール賞　2003年（La maîtresse de Brecht（『ブレヒトの愛人』）に対して）

## 日本語訳された作品
- 『ブレヒトの愛人』小学館文庫、中原毅志訳、小学館、2004年

## 著書
- Exit (1981)
- Les deux léopards (1997)
- L'Homme du silence (1999)
- La Maîtresse de Brecht(Brecht's Mistress)（『ブレヒトの愛人』）(2003)